# La mañana después de una nevada en Koishikawa
La mañana después de una nevada en Koishikawa (礫川雪の旦 Koishikawa yuki no ashita?) es una estampa japonesa de estilo ukiyo-e obra de Katsushika Hokusai. Fue producida entre 1830 y 1832 como parte de la célebre serie Treinta y seis vistas del monte Fuji, a finales del período Edo. La imagen retrata una casa de té nevada, donde una camarera señala al monte Fuji a los visitantes.

## Escenario
La casa de té pende de un acantilado en Koishikawa en Edo, en la actual zona de Bunkyō en Tokio. El área, al noroeste del castillo, era relativamente montañosa y albergaba muchas residencias de samuráis, templos budistas y santuarios sintoístas. La imagen podría representar la zona bulliciosa frente al Dentsu-in, un templo relevante dentro de la rama budista de la Tierra Pura. La vista mira el monte Fuji hacia el suroeste a través del río Edo.

## Descripción
La escena constituye una vista panorámica nevada; más allá del río Edo, el monte Fuji se alza con nieve reciente sobre su cumbre. Los edificios a los pies de la imagen se confunden con estribaciones del Fuji, camufladas bajo el manto nevado. Desde el balcón de una casa de té se agolpan un grupo de clientes; de entre ellos, una camarera señala en dirección a la montaña. El pórtico rectangular donde están enmarcados es una «imagen dentro de una imagen»: una composición de menor tamaño y aislada del resto de la obra, que aunque puede funcionar de forma individual, agrega información fundamental para el conjunto. En esta ocasión, la escena aislada es más colorida que el resto de la impresión, lo que capta la atención del espectador, para luego dirigir la mirada hacia el monte debido al gesto de la camarera.

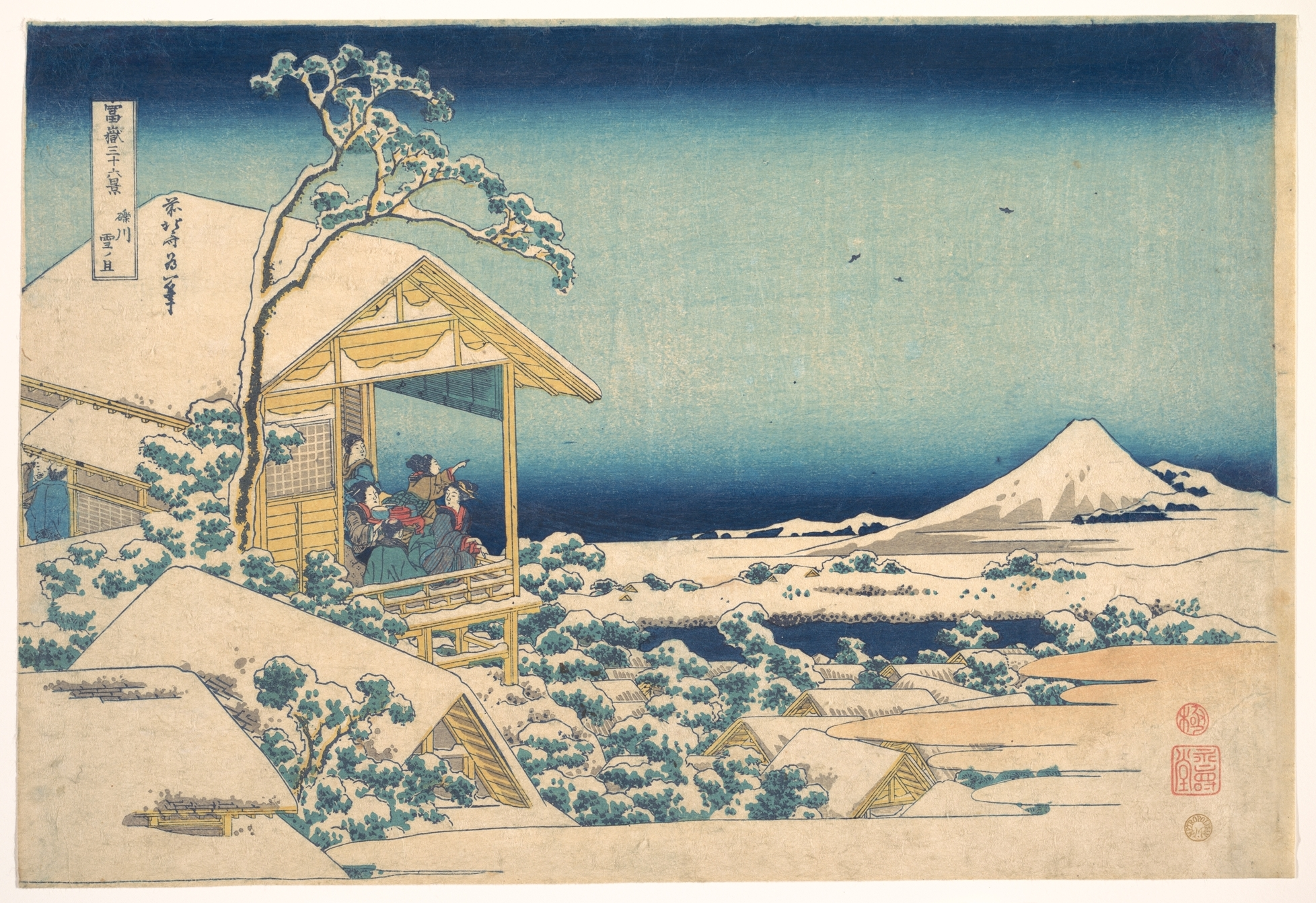
Versión con el cielo azul pálido.

Una de las impresiones tempranas del grabado es inusual, porque en lugar del fondo sin colorear entre las bandas de azul de Prusia se presenta un azul pálido; este tono claro y el cielo despejado enfatiza el blanco de la nieve. Del mismo modo, es poco común dentro de la obra del artista encontrar un paisaje invernal. Hokusai, que destaca en retratar las olas y el agua, no era muy proclive a las estampas nevadas, probablemente por su gusto por dibujar los detalles —detalles que la nieve «empaña»—. En cambio, su competidor más joven Utagawa Hiroshige gustaba de representar la lluvia y la nieve por los motivos contrarios a Hokusai: como «artística lírico», prefería evocar emociones a plasmar imágenes precisas.

### Personajes
Tanto hombres como mujeres reposan en un pórtico la vista distante del monte Fuji cubierto de nieve. Una camarera porta una bandeja con el desayuno, mientras que otra mujer aporta movimiento a la escena al señalar o bien a la montaña o a las tres aves que vuelan por el cielo despejado. El autor retrata a una chica a la derecha con un kimono a rayas azules, que contrasta con las telas rojas brillantes inferiores. Los kimonos de rayas fueron usados en gran medida por hombres y mujeres de medios modestos. Estas rayas constituyen el patrón más fácil de crear en un telar simple, por lo que eran común para decorar las prendas de los plebeyos. Al alternar las tonalidades de los hilos en la trama, se lograban fácilmente patrones variados: verticales, horizontales o combinando tanto la urdimbre como la trama, lo que crea prendas ajedrezadas. Al varias los colores y el ancho de las rayas, los tejedores crearon ropajes que eran tanto prácticos como sutiles y sofisticados. Los primeros patrones de rayas en las ropas japonesas siempre eran horizontales, creadas alternando el color de los hilos de la trama.